# Lucia Fairchild Fuller
Pour les articles homonymes, voir Fairchild et Fuller.
Lucia Fairchild Fuller, née Lucia Fairchild le 6 décembre 1872 à Boston dans l'État du Massachusetts et morte le 20 mai 1924 à Madison dans l'État du Wisconsin aux États-Unis, est une peintre américaine, connue pour ces portraits en miniature.

## Biographie
```
Lucia Fairchild naît à 
Boston
 dans l'État du 
Massachusetts
 en 1872. Elle a pour père Charles Fairchild et pour mère Élisabeth A. Nelson. Son grand-père paternel, 
Jairus C. Fairchild
 
(en)
, est le premier maire de 
Madison
 dans l'état du 
Wisconsin
. Son oncle, 
Lucius Fairchild
, ancien général de l'
Union
, fut le dixième 
gouverneur du Wisconsin
. Son frère, 
Blair Fairchild
 devient compositeur. Elle étudie à la 
Cowles Art School
 sous la direction du peintre 
Dennis Miller Bunker
 puis à l'
Art Students League of New York
 auprès des peintres 
William Merritt Chase
, 
Kenyon Cox
, 
George de Forest Brush
 et 
Henry Siddons Mowbray
.
```

Elle commence une carrière de peintre en 1889. D'abord attirée par la peinture murale, elle s'illustre ensuite dans la réalisation de portraits en miniature. En 1891, elle voyage en France et en Angleterre. En 1893, elle participe à l'exposition universelle de Chicago, étant l'une des artistes invitée pour décorer l'entrée du Woman's Building. Elle épouse la même année le peintre Henry Brown Fuller, rencontré lors de ses études à la Cowles Art School, avec qui elle a deux enfants. La famille s'installe à Deerfield dans l'état du Massachusetts avant de rejoindre la colonie artistique (en) de Cornish dans le New Hampshire et de vivre à New York.
En 1899, elle participe à la fondation de l'American Society of Miniature Painters. Elle remporte une médaille de bronze lors de l'exposition universelle de Paris en 1900, une médaille d'argent lors de l'exposition Pan-américaine de Buffalo en 1901 et une médaille d'or lors de l'exposition universelle de Saint-Louis en 1904. Au cours de sa carrière, elle est également membre de la New York Watercolor Club et donne des cours, notamment à la peintre Elsie Motz Lowdon.
Après son divorce en 1905, elle vit à New York ou elle travaille comme professeur. En 1918, malade, elle retourne vivre à Madison ou elle meurt en 1924. Elle repose dans le cimetière de Forest Hill de la ville (en).
Ces œuvres sont notamment visibles ou conservées au Smithsonian American Art Museum de Washington, à la Massachusetts Historical Society de Boston, au Metropolitan Museum of Art et au musée de la ville de New York, au Madison Museum of Contemporary Art de Madison et au Hood Museum of Art d'Hanover.

## Œuvres

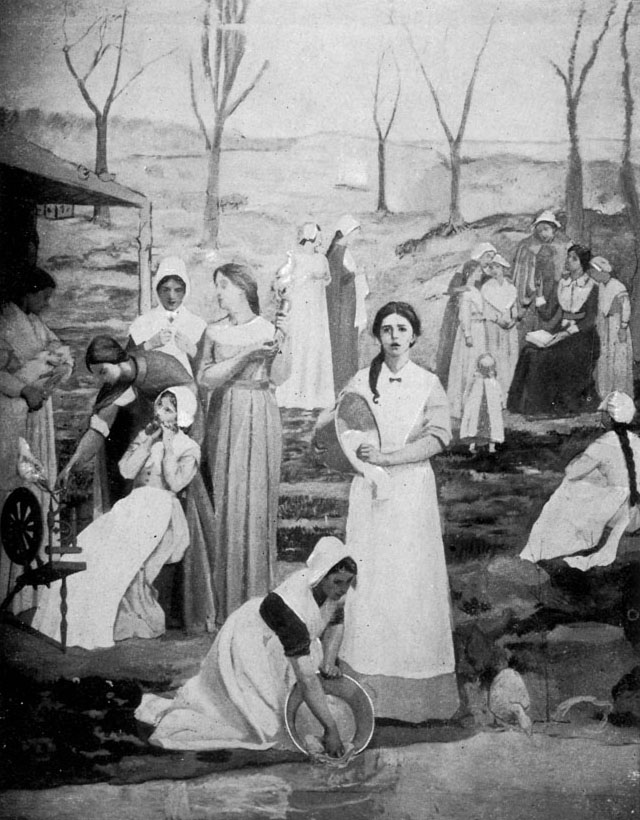
The Women of Plymouth, 1893, peinture murale décorant le Woman's Building lors de l'exposition universelle de Chicago en 1893.
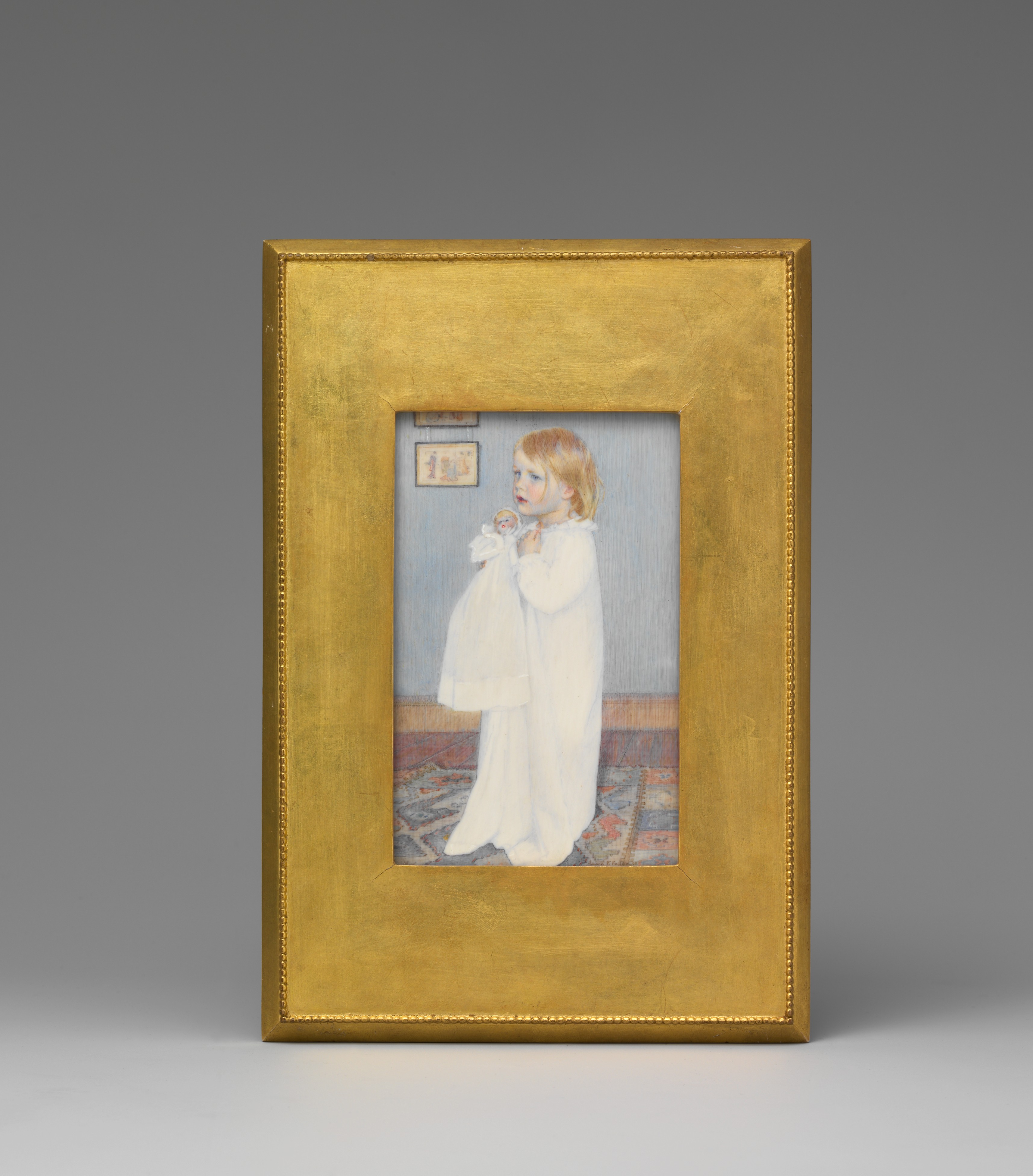
Clara B. Fuller, 1898, Metropolitan Museum of Art.
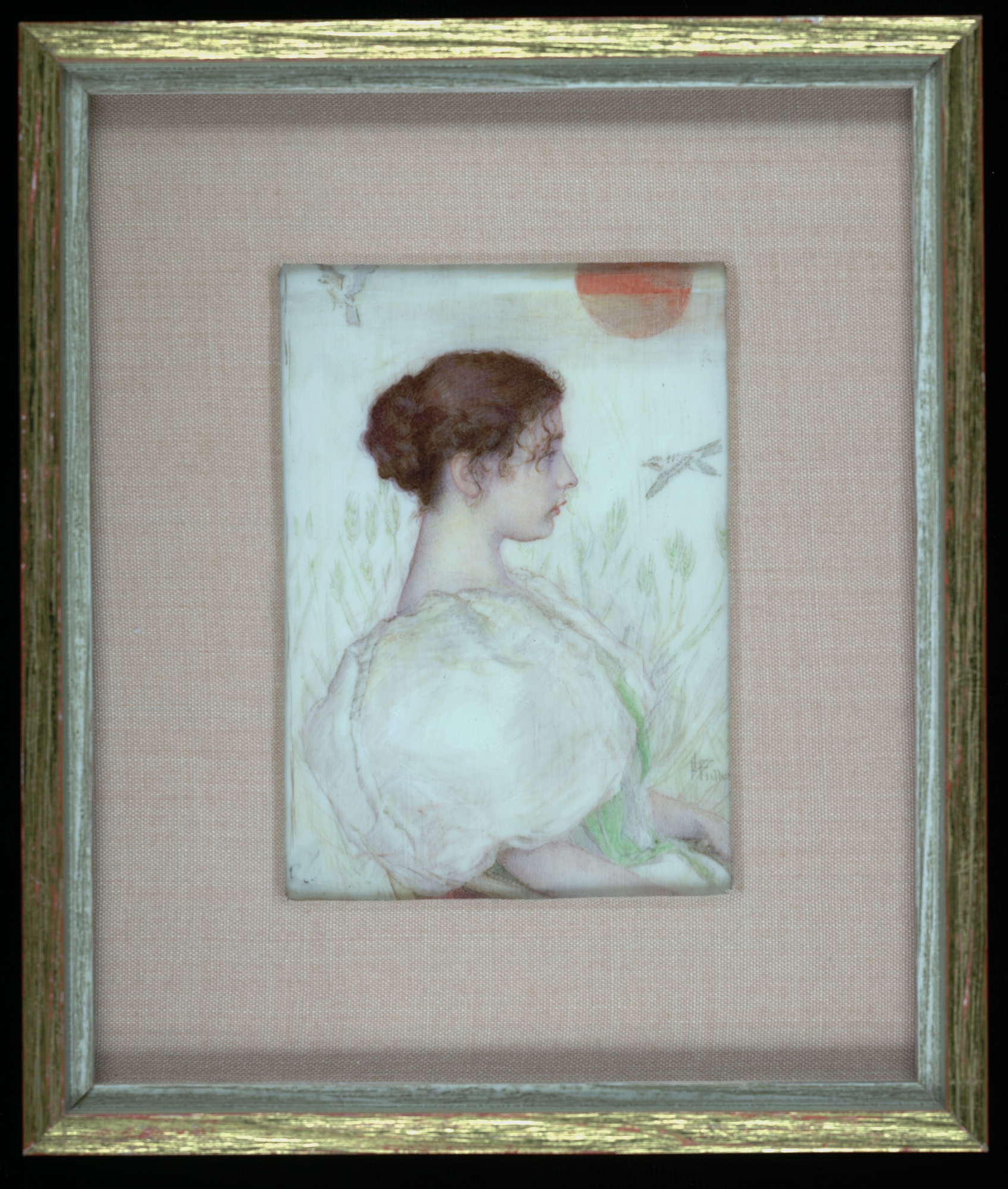
Head of a Young Girl, 1900, Smithsonian American Art Museum.
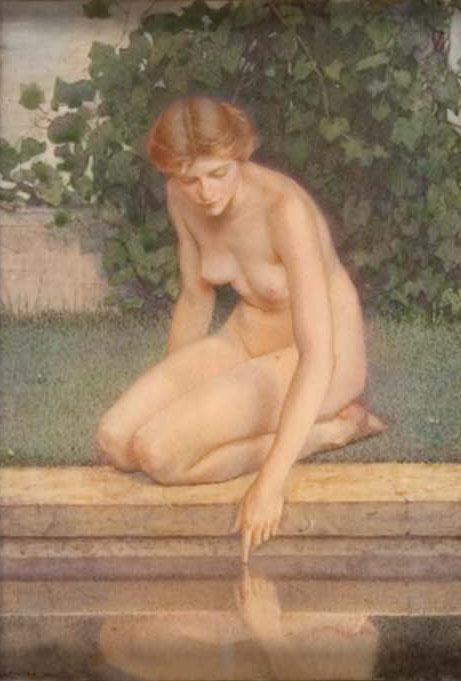
Près d'une claire fontaine, 1907.